# Nasutixalus
Nasutixalus – rodzaj płazów bezogonowych z podrodziny Rhacophorinae w rodzinie nogolotkowatych (Rhacophoridae).

## Zasięg występowania
Rodzaj obejmuje gatunki występujące w Bengalu Zachodnim i Arunachal Pradesh w północno-wschodnich Indiach i w przyległym południowo-wschodnim Tybecie w Chińskiej Republice Ludowej; ewentualnie do sąsiedniego Nepalu.

## Systematyka

### Etymologia
- Nasutixalus: łac. nasutus „o wielkim nosie”, od nasus „nos”; rodzaj Ixalus[a] A.M.C. Duméril & Bibron, 1841[2].
- Frankixalus: Franky Bossuyt, belgijski herpetolog; rodzaj Ixalus A.M.C. Duméril & Bibron, 1841[3]. Gatunek typowy: Polypedates jerdonii Günther, 1876.

### Podział systematyczny
Do rodzaju należą następujące gatunki:
- Nasutixalus jerdonii (Günther, 1876)
- Nasutixalus medogensis Jiang, Wang, Yan & Che, 2016
- Nasutixalus yingjiangensis Yang & Chan, 2018